# Geri Allen
Geri Antoinette Allen (Detroit, 12 juni 1957 – Philadelphia, 27 juni 2017) was een Amerikaanse jazzpianiste, componiste, muzieketnologe en hoogleraar.

## Biografie
Geri Allen kreeg vanaf 7-jarige leeftijd pianoles. Ze bezocht de Cass Technical High School in Detroit, waar ze leerlinge was bij Marcus Belgrave. Haar eerste pogingen in de jazz deed ze in de Jazz Development Workshop in Detroit en in het Nation: Afrikan Liberation Arts Ensemble rond Haki R. Madhubuti. Tot 1979 studeerde ze aan de Howard University in Washington D.C., waaraan ze naderhand ook zelf onderwees. Daarna kreeg ze onderricht bij Kenny Barron in New York. Verder opbouwend trad ze tot 1982 toe tot een master-studie van de muzieketnologie aan de University of Pittsburgh, voordat ze zich na een tournee in New York vestigde met Mary Wilson.
In New York werkte ze met Oliver Lake, Joseph Jarman en Lester Bowie. Haar debuutalbum ontstond in 1983. Avant-gardische elementen van haar spel toonde ze in haar vroege album The Printmakers uit 1984, begeleid door Anthony Cox en Andrew Cyrille. Als lid van het muziekcollectief M-Base speelde ze met Steve Colemans band Five Elements, werkte ze mee aan diens eerste drie albums in 1985/1986 en toerde ze eind jaren 1980 met hen door Europa. Tijdens deze periode valt ook de samenwerking met Oliver Lake (Expandable Language, 1984), David Friedman (Shades of Change), Frank Lowe (Decision in Paradise, 1985) en Franco Ambrosetti (Movies en Movies Too, 1986 resp. 1988).
Richard Cook en Brian Morton beoordeelden Allen als technisch doorgewinterde pianiste, die in haar stijl de meest verscheiden elementen van de jazzpiano-geschiedenis verenigde, zoals die van Bud Powell, Thelonious Monk, Cecil Taylor en minder bekende jazzpianisten als Herbie Nichols en Mary Lou Williams. Ze werd ook beïnvloed door niet-pianisten als Eric Dolphy, wiens ideeën ze reflecteerde in haar composities.
Tijdens de tweede helft van de jaren 1980 werkte ze samen met Charlie Haden en Paul Motian. De albums Etudes bij Soul Note Records en Segments bij DIW ontstonden. In 1990 trad het trio op in de New Yorkse club Village Vanguard. Met de albums The Nurturer (1990) en Maroons (1992) verdiepte Geri Allen haar interesse aan composities en gearrangeerde structuren met uitgebreide bezetting, met muzikanten als Marcus Belgrave en Kenny Garrett. Een veel geroemd resultaat van deze ontwikkeling was het album The Gathering (1998) bij Verve Records met o.a. Wallace Roney, Robin Eubanks, Vernon Reid, Buster Williams, Lenny White, Mino Cinelu en de multi-instrumentalist Dwight Andrews.
Allen werkte bovendien samen met de muzikanten Betty Carter (op de livealbums The Music Never Stops (1992) en Feed the Fire, 1994), Bobby Hutcherson, Greg Osby, Gary Thomas, Dewey Redman, James Newton, Dave Holland en Jack DeJohnette en werkte mee aan meer dan 100 albums, waaronder twee cd's van Ornette Coleman. Tot haar regelmatige partners telden o.a. de muzikanten Arthur Blythe, Julius Hemphill, Lester Bowie en Charles Lloyd. In de film Kansas City van Robert Altman speelt ze de rol van Mary Lou Williams.
Geri Allen onderwees als gastprofessor aan de Howard University. Ze bekleedde een buitengewone leerstoel voor pianojazz en improvisatie aan de School of Music, Dance & Theatre aan University of Michigan. In 2013 wisselde ze naar de University of Pittsburgh, waar ze als opvolgster van Nathan Davis de sectie jazz leidde.

## Overlijden
Geri Allen overleed op 60-jarige leeftijd aan de gevolgen van kanker.

## Discografie
- 1984: The Printmakers met Anthony Cox, Andrew Cyrille
- 1985: Home Grown, soloalbum
- 1987: Open on All Sides In the Middle met Marcus Belgrave, Rayse Biggs, Mino Cinelu, Steve Coleman, Robin Eubanks, David McMurray, Shahita Nurallah, Jaribu Shahid, Lloyd Storey, Tani Tabbal
- 1989: In the Year of the Dragon met Charlie Haden, Paul Motian
- 1989: Segments met Charlie Haden, Paul Motian
- 1989: Twylight met Tani Tabbal, Jaribu Shahid sowie Sadiq Bey, Eli Fountain, Clarice Taylor Bell
- 1991: Live at Village Vanguard met Charlie Haden, Paul Motian
- 1991: The Nurturer met Marcus Belgrave, Kenny Garrett, Robert Hurst, Jeff Watts, Eli Fountain
- 1992: Maroons met Marcus Belgrave, Wallace Roney, Anthony Cox, Dwayne Dolphin, Pheeroan akLaff, Tani Tabbal
- 1994: Twenty One met Ron Carter, Tony Williams
- 1997: Eyes… in the Back of Your Head met Ornette Coleman, Wallace Roney, Cyro Baptista
- 1997: Some Aspects of Water met Palle Danielsson, Lenny White, Johnny Coles, Henrik Bolberg Pedersen, Kjeild Ipsen, Alex Windfeld, Michael Hove, Uffe Markussen
- 1998: The Gathering met Wallace Roney, Robin Eubanks, Dwight Andrews, Vernon Reid, Ralphe Armstrong, Buster Williams, Lenny White, Mino Cinelu
- 2004: The Life of a Song met Dave Holland und Jack DeJohnette
- 2006: Timeless Portraits and Dreams met Ron Carter, Jimmy Cobb, Carmen Lundy
- 2010: Flying Toward the Sound, solo
- 2011: Trio 3 + Geri Allen: Celebrating Mary Lou Williams (Live at Birdland New York), met Oliver Lake, Reggie Workman, Andrew Cyrille
- 2016: Perfection, met David Murray, Terri Lyne Carrington

## Geschriften
- The Art of Jazz and the Creative Process. In: International Jazz Archives Journal. 1, 3, 1995, S. 89ff.